# 무헤르 데 나디에
《무헤르 데 나디에》(스페인어: Mujer de nadie)는 2022년 방영된 멕시코의 텔레노벨라이다.